# لیندن وی
لیندن وی (انگلیسی: Linden Vey؛ زادهٔ ۱۷ ژوئیهٔ ۱۹۹۱) بازیکن هاکی روی یخ اهل کانادا است.
وی همچنین برندهٔ جوایزی همچون جام استنلی شده‌است.